# Balclutha rubrinervis
Balclutha rubrinervis är en insektsart som beskrevs av Matsumura 1902. Balclutha rubrinervis ingår i släktet Balclutha och familjen dvärgstritar. Inga underarter finns listade i Catalogue of Life.